# 陸上自衛隊東部方面隊
東部方面隊（日语：／ Tōbuhōmentai）為日本陸上自衛隊下屬的一支方面隊，其主要承擔关东地区、甲信越地方、靜岡縣的防衛警備與災害派遣任務。
東部方面隊的基幹兵力為一師團及一旅團。其管區內設有34個駐屯地、2個分屯地、11個地方協力本部；編制約20,000人。因其承擔日本首都圏的防衛警備任務，所以會經常參與一些全國性的活動，例如其方面總監部所在的朝霞駐屯地旁的訓練場即為三年一度的中央觀閱式舉辦場地。

## 編制

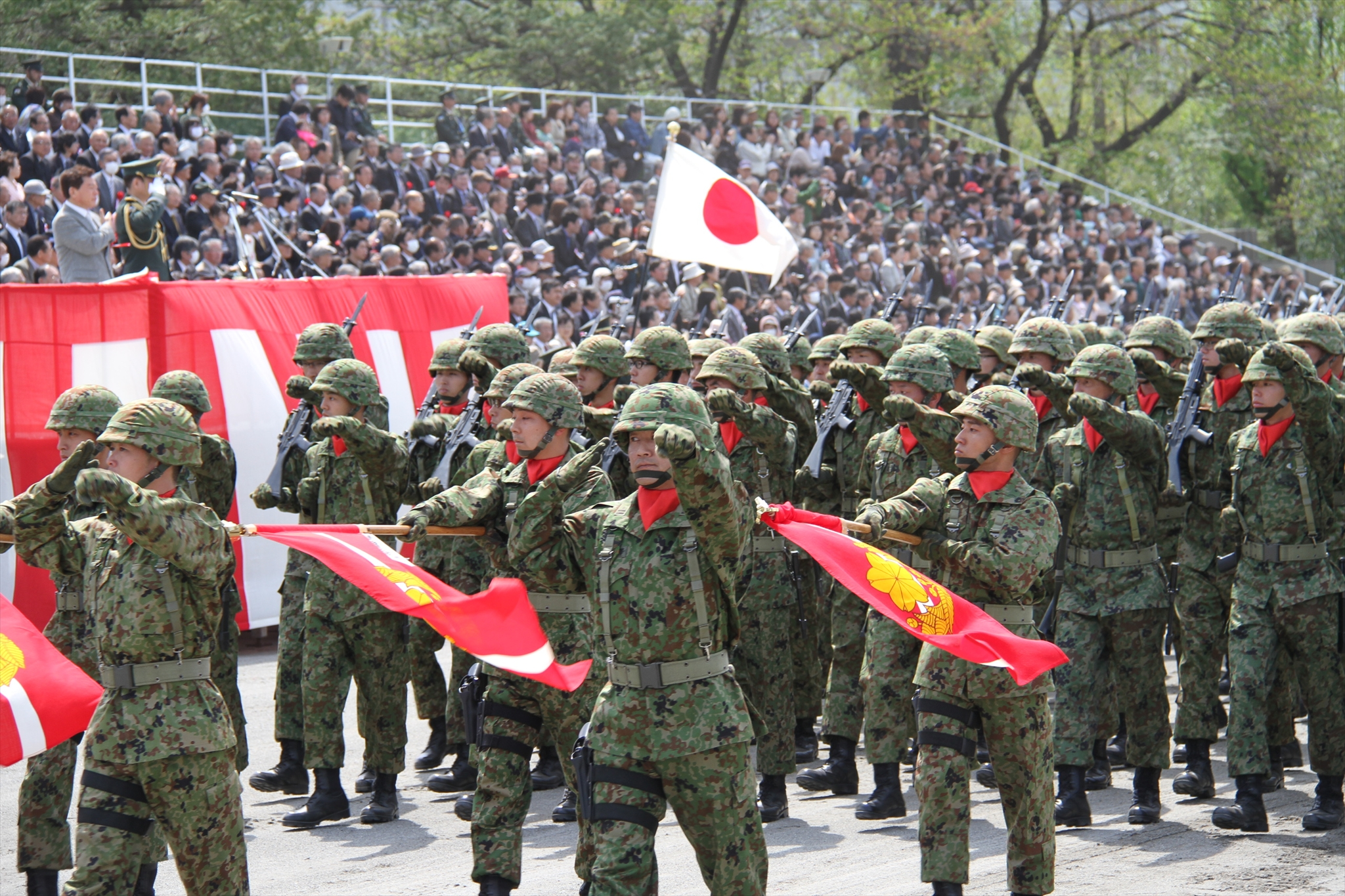
第1師團

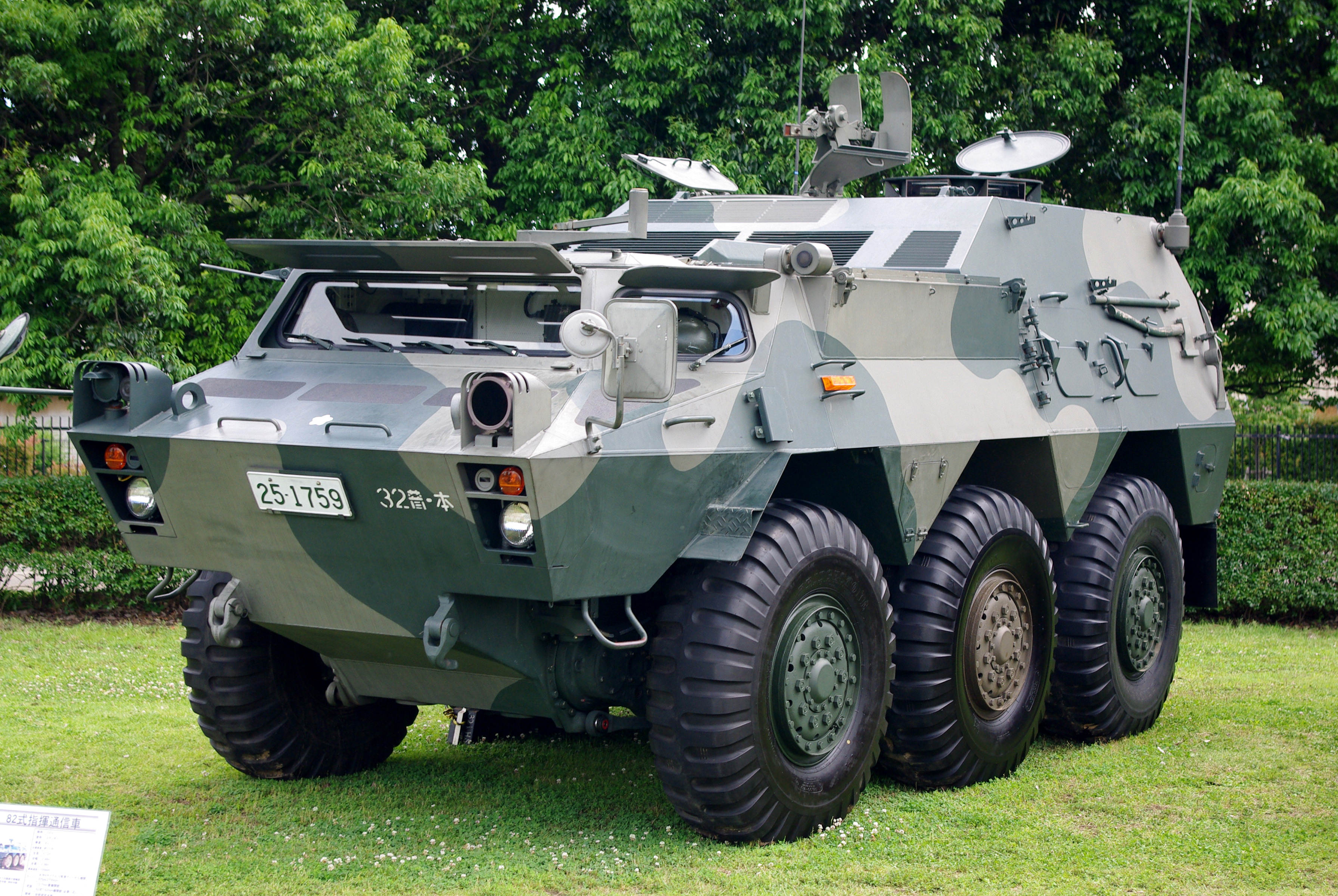
32普通科連隊的82式指揮車

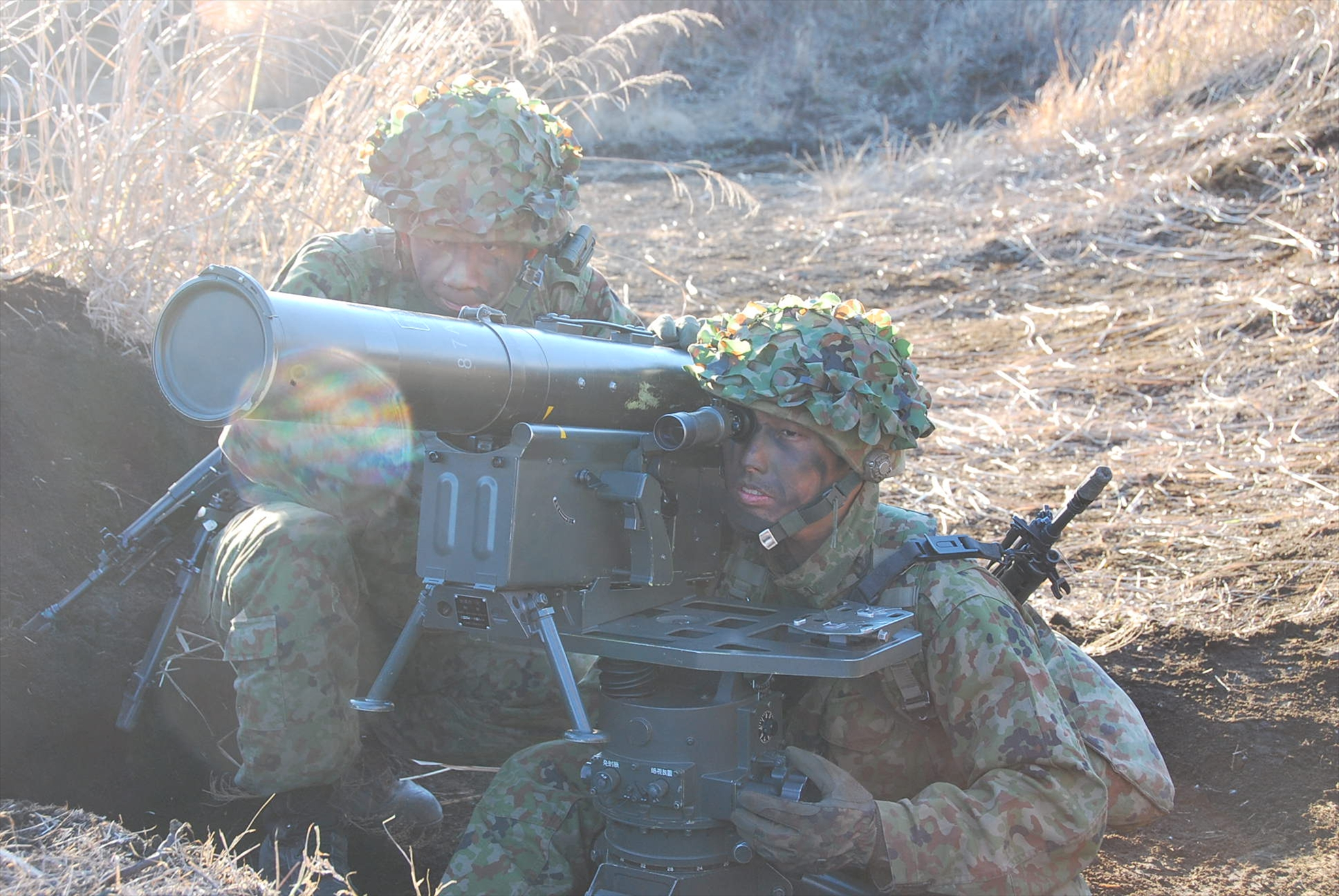
東部方面混成團的反戰車火箭筒演習

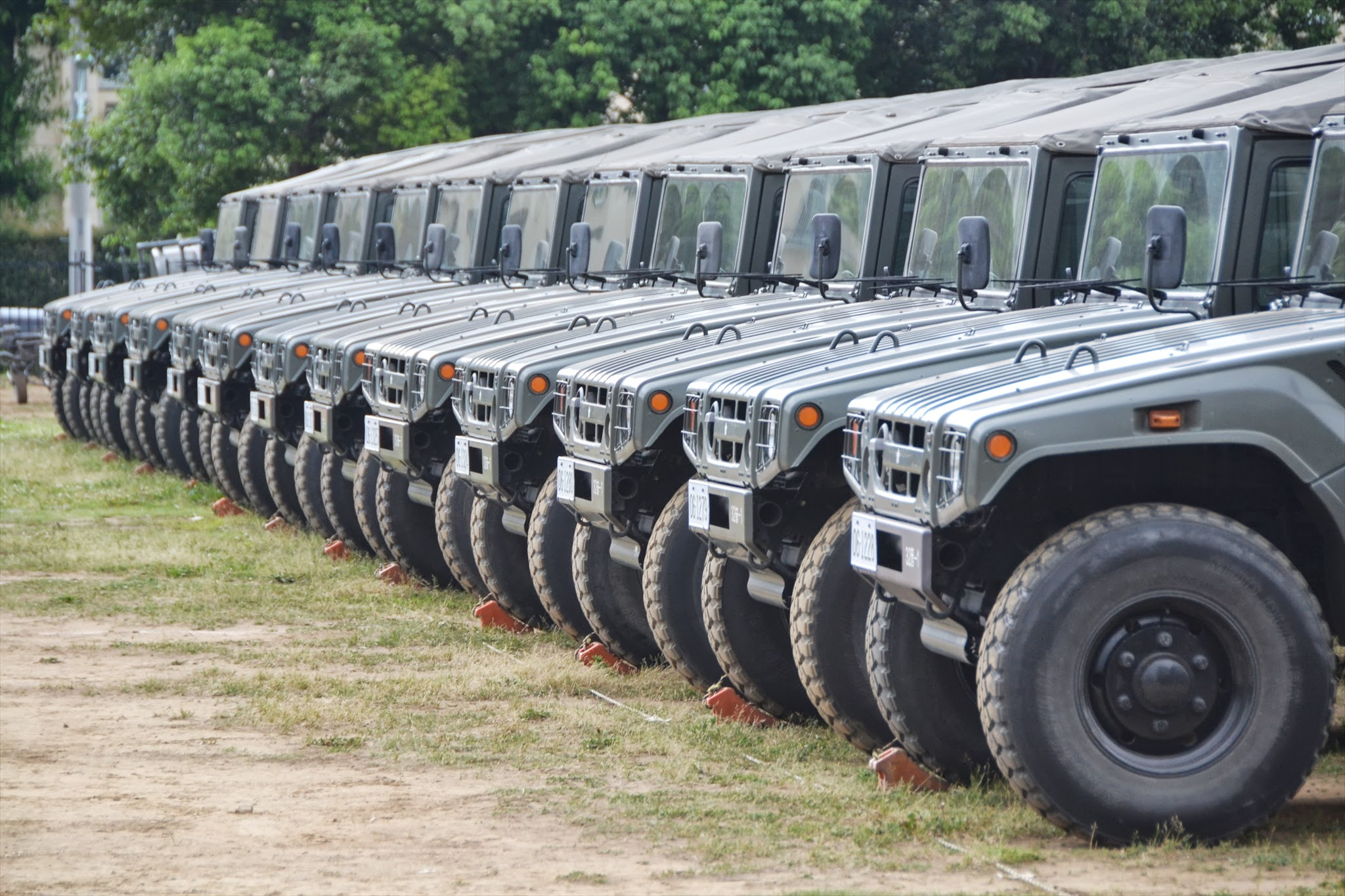
高機動車隊

- 東部方面總監部以及附屬部隊
- 第1師團
  - 第1普通科連隊（步兵團）
  - 第32普通科連隊（日语：第32普通科連隊）
  - 第34普通科連隊（日语：第34普通科連隊）
- 第12旅團
  - 第2普通科連隊（日语：第2普通科連隊）
  - 第13普通科連隊（日语：第13普通科連隊）
  - 第30普通科連隊（日语：第30普通科連隊）
- 第1設施團（日语：第1施設団）（工兵）
- 東部方面混成團（日语：東部方面混成団）
- 第2高射特科群（日语：第2高射特科群）（高射砲兵）
- 東部方面航空隊（日语：東部方面航空隊）
- 東部方面通信群（日语：東部方面通信群）
- 東部方面後方支援隊（日语：東部方面後方支援隊）
- 關東補給處（日语：陸上自衛隊関東補給処）
- 東部方面會計隊（日语：東部方面会計隊）
- 東部方面衛生隊（日语：東部方面衛生隊）（醫務隊）
- 東部方面指揮所訓練支援隊
- 東部方面情報處理隊（日语：情報処理隊）
- 東部方面音樂隊（日语：音楽隊 (陸上自衛隊)）

## 方面總監部
東部方面總監部所在地為東京都練馬区的朝霞駐屯地。

### 主要幹部
| 職務                       | 姓名       | 軍銜           | 就任日期      | 畢業學校 | 前任職務                      |
| -------------------------- | ---------- | -------------- | ------------- | -------- | ----------------------------- |
| 方面總監                   | 小野塚貴之 | 陸將（中將）   | 2019年8月23日 | 防大30期 | 統合幕僚副長                  |
| 幕僚長（兼朝霞駐屯地司令） | 青木誠     | 陸將補（少將） | 2021年3月26日 | 防大35期 | 陸上幕僚監部監察官            |
| 幕僚副長（行政）           | 白川訓通   | 陸將補（少將） | 2020年8月25日 | 防大37期 | 第5工兵團長 兼 小郡駐屯地司令 |
| 幕僚副長（防衛）           | 安田百年   | 陸將補（少將） | 2021年3月26日 |          | 中部方面隊防衛部長            |

## 外部連結
- 東部方面隊 （页面存档备份，存于）